# 徐國楠
徐國楠（?—?），浙江萧山人，清朝政治人物、进士出身。
乾隆五十八年，登进士癸丑科二甲，授内阁中书。有官至湖广京畿道御史、山东运河兵备道。